# Letter From a Thief
Letter From a Thief – drugi singel amerykańskiej alternatywnometalowej grupy Chevelle z ich piątego albumu, Sci-Fi Crimes. Został wydany 7 grudnia 2009. Chevelle pierwszy raz zagrało go w Atlancie w stanie Georgia 9 kwietnia 2009. Lider zespołu, Pete Loeffler, powiedział, że piosenka traktuje o osobistym przeżyciu zespołu, gdy ich sprzęt (w tym nagrodzona czerwona gitara PRS Pete’a, widoczna w teledysku do utworu „Send the Pain Below”) zostały skradzione w Dallas, a gitara została później zwrócona w Kalifornii przez pewnego człowieka, gdy dowiedział się, do kogo należała. Filmiki o powstawaniu utworu zostały umieszczone na oficjalnej stronie zespołu 30 listopada. 18 grudnia 2009 roku zadebiutował teledysk do utworu.